# Adolphe-Charles Adam
Adolphe-Charles Adam (født 24. juli 1803, død 3. maj 1856 i Frankrig) var en fransk komponist. Han var søn af Louis Adam.
Foruden sin komponistgerning var han både musikkritiker, organist, dirigent, teaterdirektør og professor i kontrapunkt. Han skrev omkring 50 operaer og operetter og en halv snes balletter. Adam er især kendt for operaerne Le Toreador, Nürnbergdukken samt Konge for en dag. Hans mest kendte ballet er Giselle. Han har også skrevet melodien til den kendte franske julesang "Minuit, chrétiens"  ("Midnat, kristne", kendt i Skandinavien, gerne sunget af Jussi Björling i svensk oversættelse ved Augustinus Kock, som "O helga natt").